# Kōsuke Sugimoto
Kōsuke Sugimoto (杉本幸祐?, Sugimoto Kōsuke; Shizuoka, 2 dicembre 1994) è uno sciatore freestyle giapponese, specialista delle gobbe.

## Biografia
Originario di Shizuoka e attivo in gare FIS dall'aprile 2010, Kosuke Sugimoto ha debuttato in Coppa del Mondo il 1º marzo 2014 a Inawashiro, terminando in 30ª posizione nelle gobbe. Il 13 gennaio 2022 ha ottenuto, nella stessa specialità, a Deer Valley, il suo primo podio nel massimo circuito, classificandosi al 3º posto nella gara vinta dal canadese Mikaël Kingsbury. 
Nel 2022 ha partecipato ai Giochi olimpici invernali di Pechino 2022, qualificandosi per la finale e terminando 9º nelle gobbe. Ha inoltre preso parte a un'edizione dei Campionati mondiali di freestyle.

## Palmarès

### Coppa del Mondo
- Miglior piazzamento nella Coppa del Mondo di freestyle: 104º nel 2020
- Miglior piazzamento nella Coppa del Mondo generale di gobbe: 5º nel 2022
- Miglior piazzamento nella Coppa del Mondo di gobbe: 4º nel 2022
- Miglior piazzamento nella Coppa del Mondo di gobbe in parallelo: 10º nel 2022
- 1 podio:
  - 1 terzo posto

### Campionati giapponesi
- 2 podi:
  - 1 secondo posto
  - 1 terzo posto